# فرايدي ذا ثرتينث: ذا غيم
فرايديّ ذا ثرتينث: ذا غيم (بالإنجليزية: Friday the 13th: The Game، وتعني بالعربية: الجمعة الثالث عشر: اللعبة) هي لعبة فيديو رعب بقاء تم تطويرها سابقًا بواسطة إلفونِك، ونشرتها غن ميديا. مقتبسة من سلسلة الفيلم الذي يحمل نفس الاسم. تم إصدارها في 26 مايو 2017 كإصدار رقمي، وتم إصدارها لاحقًا في 13 أكتوبر 2017 كإصدار فيزيائي لجهاز بلاي ستيشن 4 وإكس بوكس ون. تم إصدار نسخة نينتيندو سويتش في 13 أغسطس 2019.
اللعبة عبارة عن لعبة متعددة اللاعبين غير متكافئة، تضم ما يصل إلى سبعة لاعبين يتحكمون في مستشاري مخيم بحيرة كريستال (Camp Crystal Lake) ضد لاعب واحد يتحكم في جايسون فورهيز. إنها لعبة عالم شبه مفتوح، حيث يستطيع اللاعبون استكشافها بشكل أكبر.
بسبب مشكلات الترخيص مع المؤلف المشارك في السلسلة فيكتور ميلر، تم إغلاق خوادم اللعبة في نوفمبر 2020. ومع ذلك، لا تزال اللعبة متاحة للعب عبر الإنترنت من خلال التوفيق بين نظير إلى نظير. سيستمر المطورون في دعم اللعبة وصيانتها حتى إشعار آخر.

## شخصيات

### جايسون فورهيز
يتواجد قاتل اللعبة جايسون فورهيز بتسعة نسخ، سبعة منها من أجزاء سلسلة الفيلم، نسخة توم سافيني الخاصة (لم تعد متاحة)، ونسخة مقلد جايسون فورهيز من الجزء الخامس.

### مستشارين
هنالك خمسة عشر مستشارًا قابلين للعب في اللعبة، لكل منهم نقاط قوته وضعفه. المستشارون الأصليون الذين تم إنشاؤهم للعبة هم:
- أي. جاي. مايسون
- آدم بالومينو
- براندون «بغزي» ويلسون
- تشاد كينغسينتون
- ديبرا كيم
- إيريك «جاي. أر.» لا-تشابا
- جيني مايرز
- كيني رايدل
- ميتش فلويد
- تيفاني كوكس
- فينيسا جونز
- فيكتوريا ستيرلينغ

من الأفلام، شخصيات الجزء الثالث
- شيلدون «شيلي» فلينكستين
- لاري زارنر
- فوكس

يمكن أيضًا لعب دور توماس «تومي» جارفيس، بطل الرواية في أجزاء الفيلم الرابع، الخامس، والسادس، والذي يساعد المستشارين عند الاتصال به من مذياع فرقة المواطنين الذي تم وضعه عشوائيًا في الخريطة. يتم التحكم فيه من قبل لاعب تم اختياره عشوائيًا من جانب المستشارين الذين قُتلت شخصيته السابقة أو هربت. بالإضافة إلى وجود قدراته المثالية وتجهيزه على الفور ببندقية، سكين جيب، رذاذ الإسعافات الأولية. تومي هو الشخصية الوحيدة القادرة على قتل جايسون.

## استقبال
| مجموع النقاط                  | مجموع النقاط                                          |
| المجموع                       | نقاط                                                  |
| ----------------------------- | ----------------------------------------------------- |
| ميتاكريتيك                    | (PC) 61/100 (PS4) 61/100 (XONE) 53/100(Switch) 69/100 |
| نتائج المراجعة                |                                                       |
| نشرة                          | نقاط                                                  |
| دستركتويد                     | 6.5/10                                                |
| غيم إنفورمر                   | 6/10                                                  |
| غيم ريفولوشن                  | [ 15 ]                                                |
| غيم سبوت                      | 4/10                                                  |
| آي جي إن                      | 6.9/10                                                |
| بي سي غيمر (الولايات المتحدة) | 75/100                                                |
| بوليغون                       | 4/10                                                  |

| جوائز               | جوائز                           |
| نشرة                | جائزة                           |
| ------------------- | ------------------------------- |
| جائزة جولدن جويستيك | أفضل لعبة مستقلة (إيندي)        |
| آي جي إن            | أفضل لعبة جماعية (إختيار الناس) |

تلقت اللعبة تقييمات «مختلطة أو متوسطة»، وفقًا لمجمع المراجعة ميتاكريتيك.

## روابط خارجية
- الموقع الرسمي